# Crateri lunari
I crateri lunari sono crateri da impatto distribuiti sulla superficie lunare.
Portano principalmente i nomi di scienziati ed esploratori polari. Ai cosmonauti sovietici caduti nella corsa allo spazio vengono dedicati crateri in prossimità del Mare Moscoviense, agli astronauti statunitensi crateri in prossimità del cratere Apollo. Tre crateri sono dedicati all'equipaggio dell'Apollo 11, il primo a raggiungere il suolo lunare. Infine ai crateri più piccoli ma di interesse scientifico sono assegnati nomi propri in varie lingue del mondo.
Complessivamente si contano 1 571 crateri denominati e 7 066 crateri correlati ovvero che si trovano in prossimità di un cratere denominato e che hanno ricevuto una denominazione simile seguita da una, o più raramente due, lettere latine maiuscole . Va segnalato il caso peculiare del cratere Hadley C che, pur avendo una denominazione di cratere correlato, è esso stesso l'unico cratere a portare tale denominazione. Inoltre, si contano quattordici crateri, elencati nella lista sottostante, inizialmente battezzati dall'IAU e la cui denominazione è stata poi modificata.

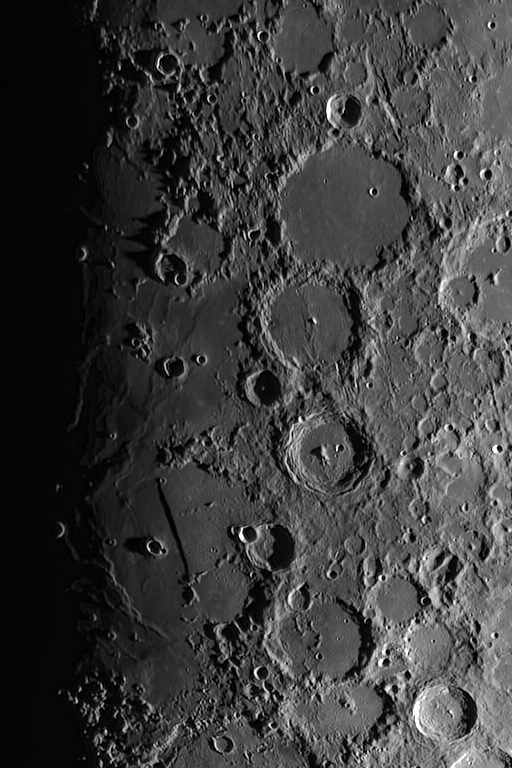
La triade lunare, formata dai crateri Arzachel, Alphonsus e Ptolemaeus; in basso a destra si può osservare la Rupes Recta

Segue inoltre una lista dei crateri presenti sulla luna con le denominazioni pregresse e aggiornate. La nomenclatura lunare è regolata dall'Unione Astronomica Internazionale; la lista contiene solo formazioni esogeologiche ufficialmente riconosciute da tale istituzione.
| Cratere       | | Latitudine | Longitudine | Diametro  | Ridenominazione                                                          |
| ------------- | --- | ---------- | ----------- | --------- | ------------------------------------------------------------------------ |
| Armínski      | Franciszek Armiński - Astronomo polacco (1789-1848).                                                 | 16,36° S   | 154,22° E   | 26,76 km  | Ridenominato Armiński.                                                   |
| Bernoulli     | Jakob e Johann Bernoulli - Matematici svizzeri, fratelli. Rispettivamente (1654-1705) e (1667-1748). | 34,93° N   | 60,61° E    | 47,3 km   | Ridenominato Bernoulli.                                                  |
| Eppinger      | Hans Eppinger – Medico austriaco (1879-1946).                                                        | 9,4° S     | 25,7° W     | 6 km      | Nel 2009 è stata ripristinata la precedente denominazione di Euclides D. |
| Hadley        | John Hadley – Matematico britannico (1682-1744).                                                     | 25,46° N   | 2,8° E      | 5,86 km   | Nel 2006 è stato ridenominato Hadley C.                                  |
| Koval'skij    | Marian Albertovič Koval'skiy - Astronomo russo (1821-1884).                                          | 21,89° S   | 101,03° E   | 44,97 km  | Ridenominato Koval'skiy.                                                 |
| MacLaurin     | Colin Maclaurin - Matematico scozzese (1698-1746).                                                   | 1,92° S    | 67,99° E    | 54,33 km  | Ridenominato Maclaurin.                                                  |
| Mohoróvičic   | Andrija Mohorovičić - Geofisico croato (1857-1936).                                                  | 18,73° S   | 195,17° E   | 49,97 km  | Ridenominato Mohorovičić.                                                |
| Niépce        | Joseph Nicéphore Niépce - Fisico francese (1765-1833).                                               | 72,2° N    | 239,85° E   | 59,69 km  | Ridenominato Niepce.                                                     |
| Nüsl          | Frantisek Nušl - Astronomo cecoslovacco (1867-1925).                                                 | 32,19° N   | 167,45° E   | 60,58 km  | Ridenominato Nušl.                                                       |
| Shulejkin     | Mikhail Vasil'evič Šuleykin - Ingegnere sovietico (1884-1939).                                       | 27,11° S   | 267,33° E   | 14,67 km  | Ridenominato Shuleykin.                                                  |
| Sung-Mei      | Sung-mei – Nome femminile in lingua cinese.                                                          | 24,58° S   | 11,28° E    | 4,97 km   | Nel 1985 è stato riclassificato come rima.                               |
| Vinogradov    | Ivan Matveevič Vinogradov – Matematico sovietico (1891-1983).                                        | 19,96° N   | 25,7° W     | 11,32 km  | Corrispondente al cratere Natasha.                                       |
| Walter        | Bernard Walther - Astronomo tedesco (1430-1504).                                                     | 33,25° S   | 0,62° E     | 134,23 km | Ridenominato Walther.                                                    |
| Widmanstätten | Alois von Beckh-Widmanstätten - Fisico tedesco (1754-1849).                                          | 6,09° S    | 85,43° E    | 52,88 km  | Ridenominato Widmannstätten.                                             |